# Am Ruedesheimer Schloss steht eine Linde
Am Ruedesheimer Schloss steht eine Linde es una película muda alemana de 1928 dirigida por Johannes Guter y protagonizada por Werner Fuetterer, Marija Leiko y Alvin Neuss. Fue realizada por la filial alemana de la compañía estadounidense Fox Film. Toma su título de una canción popular alemana homónima.

## Reparto
- Werner Fuetterer como Fritz von Hohenstein
- Marija Leiko como Fritzs Mutter
- Alwin Neuss como Schneidemeister Wangen
- Carl Walther Meyer como Hans, der Lehrling
- Paul Henckels como Ensser, Staatsekretär
- Eugen Neufeld como Ottokar Kalkreuth
- Gertrud Kornstedt como Else, Kalkreuths Tochter
- Rudolf Klein-Rhoden
- Vera Schmiterlöw.